# De rode wijngaard
De rode wijngaard (La vigne rouge) is een schilderij van de Nederlandse kunstschilder Vincent van Gogh, in olieverf op doek, 75 × 93 centimeter groot. Het werd geschilderd in november 1888 in Arles. Het doek is het enige schilderij van Van Gogh dat tijdens zijn leven werd verkocht. Het werk bevindt zich in het Poesjkinmuseum in Moskou.

## Context
De aanblik van de druivenoogst in het najaar van 1888 in Arles betekende voor Van Gogh, als Nederlander, de confrontatie met een voor hem totaal nieuw ritueel, dat door de Fransen ook wel met "vendange tardive" wordt aangeduid. Uit zijn brieven blijkt niettemin dat hij er van tevoren al een aantal duidelijke vooropgezette beelden bij had gevormd, die tot uitdrukking komen in een aantal idyllische, geïdealiseerde weergaven van het tafereel. De rode wijngaard werd hiervan een typerend voorbeeld.
Van Gogh was hoe dan ook erg onder de indruk van het tafereel. Ten tijde van het maken van het schilderij, toen Paul Gauguin bij hem logeerde, schreef hij aan zijn broer Theo: "O prachtige zon van de hoogzomer. Ze beukt op mijn hoofd en ik twijfel er niet aan dat het mij een beetje gek maakt". Kort daarna sneed hij zijn oor af.

## Beschrijving
De rode wijngaard toont een groep boeren die bezig zijn met de wijnoogst. Van Gogh schilderde de scène op 5 november 1888 in zijn atelier, helemaal vanuit zijn geheugen, na een wandeling door de wijngaarden de avond tevoren. Hij voltooide het na een forse krachtsinspanning binnen één dag en schreef in zijn brieven: "Ach, mijn studie van de wijngaard – bloed en tranen heb ik erop gezweet, maar ’t is me gelukt". Het doek wordt gezien als pendant in complementaire kleurcontrasten voor De groene wijngaard, dat Van Gogh kort daarvoor maakte, in september 1888, eveneens in Arles.

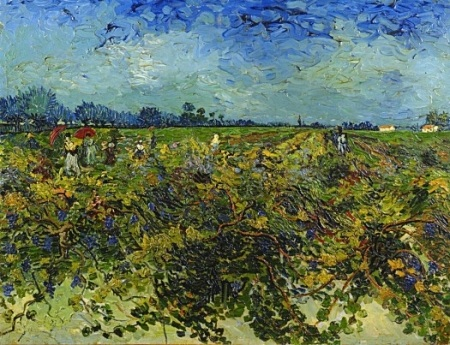
De groene wijngaard, Kröller-Müller, 72 × 92 cm. Pendant in complementaire kleuren.

Duidelijk zichtbaar in beide werken is de invloed van de Japanse prentkunst. Van Gogh voelde zich verwant met de druivenplukkers omdat ze werkten "in het ritme van de natuur en niet ertegenin". Hij schreef in zijn brieven: "Als je de Japanse kunst bestudeert, dan zie je een ontegenzeggelijk wijs, filosofisch en intelligent mens. Zie je hoe hij zijn tijd doorbrengt? Met het bestuderen van de afstand tussen de aarde en de maan? Nee. Met het bestuderen van de politiek van Bismarck? Nee. Hij bestudeert slechts één enkele grasspriet".
De dwangmatige belangstelling voor details en ritmes in de natuur, ten koste van de belangstelling voor wetenschap en politiek, is typerend voor Van Goghs latere werk. Hij toont geen pijnlijke ruggen of vermoeide, afgematte gezichten, verouderd door jaren van zwoegen. Zijn oogsters baden in het gloedvolle licht van een ondergaande namiddagzon, ogenschijnlijk in volledige harmonie met de arcadische omgeving. Geschilderd in snelle, brede, divisionistische stroken ontstaat een expressieve, afgewogen kleurencompositie, los van een sociale context. Contrasterende felle rood- en geeltinten zijn dominant. Het exorbitante kleurgebruik is typerend voor vrijwel al Van Goghs latere werk.

## Historie
De rode wijngaard is het enige schilderij van Van Gogh dat tijdens zijn leven werd verkocht: tijdens een expositie van Les XX in Brussel werd het voor 400 Franse frank verworven door de Belgische kunstschilderes Anna Boch, met wier broer Eugène Boch Van Gogh bevriend was. Ze hing het schilderij op in haar salon de musique op de eerste verdieping van haar herenhuis in de Abdijstraat in Elsene, naast werken van onder meer Georges Seurat, Paul Signac en Paul Gauguin. In 1906 verkocht Boch het schilderij op haar beurt voor 10.000 francs aan Galerie Bernheim in Parijs. In 1909 werd het voor 33.000 gouden roebels via kunsthandel Druet doorverkocht aan de Russische textielhandelaar en kunstverzamelaar Ivan Morozov (1871-1921). Morozov verwierf het schilderij op aanraden van kunstschilder Valentin Serov, samen met Weg in Auvers na de regen. In dezelfde periode zou hij ook nog Van Goghs Het nachtcafé en Gevangenisbinnenplaats aankopen.
Samen met een andere Russische verzamelaar, Sergej Sjtsjoekin (1854-1936), bracht Morozov tussen 1903 en 1917 honderden topwerken van West-Europese modernisten en impressionisten naar Moskou. Na de Russische Revolutie legden de bolsjewieken echter beslag op hun bezittingen. De collecties van beide verzamelaars werden samengevoegd voor het nieuw opgezette Staatsmuseum voor Westerse Kunst. Tijdens de Duitse aanval op Moskou in 1941 werd de inventaris van het Staatsmuseum voor Westerse Kunst, waaronder De rode wijngaard, verplaatst naar Novosibirsk. Nadat de werken terug naar Moskou waren gebracht, werd het museum echter in 1948 op last van Stalin gesloten omdat het te "bourgeois" zou zijn. Vervolgens werden de werken verdeeld over het Hermitage Museum in Leningrad en het Poesjkinmuseum in Moskou. De rode wijngaard kwam in het laatste museum terecht en is daar nog altijd te bezichtigen.